# Yenice (Karabük)

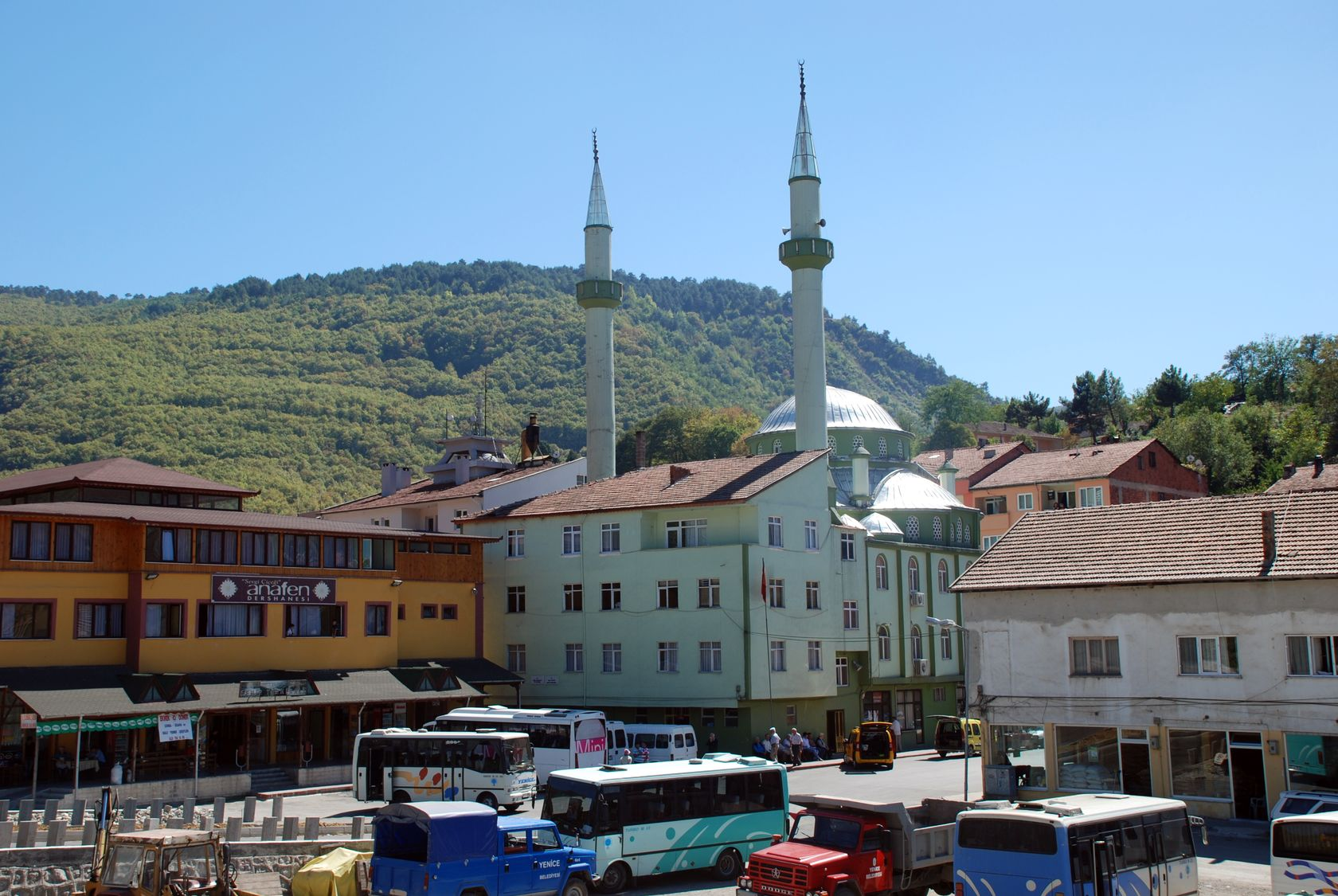
Moschee und Bushaltestelle in der Ortsmitte

Yenice ist eine türkische Kleinstadt und Verwaltungssitz des gleichnamigen Landkreises der Provinz Karabük in der türkischen Schwarzmeerregion.

## Stadt
Die Stadt hat knapp 10.000 Einwohner und liegt im Flusstal des Yenice Irmağı zwischen bewaldeten Hügeln. Die Entfernung zur Kreisstadt beträgt etwa 23 km Luftlinie bzw. 34 Straßenkilometer über die D 030 (Kastamonu-Zonguldak). Sie gliedert sich in zehn Mahalle (Stadtviertel) mit durchschnittlich 93 Einwohner. Die meisten Häuser reihen sich zu beiden Seiten der durch einen Grünstreifen großzügig geteilten Hauptstraße. Eine vierspurige nördliche Ortsumgehungsstraße war Ende 2011 fast fertiggestellt. Die im Stadtlogo manifestierte Jahreszahl (1962) dürfte ein Hinweis auf das Jahr der Erhebung zur Stadtgemeinde (Belediye) sein.
Das Zentrum bilden die große Moschee mit Kuppeldach und die angrenzende Bushaltestelle. Eine weitere kleinere Moschee mit Walmdach steht in geringer Entfernung etwas oberhalb. Ein Sägewerk befindet sich in der Stadt, dieses und weitere Betriebe in der Umgebung verarbeiten das Stammholz aus den Bergen.

## Landkreis
Der Landkreis ist der westlichste der Provinz und grenzt im Osten an den zentralen Landkreis (Merkez İlçe) der Provinzhauptstadt Karabük, im Süden an die Kreise Eskipazar und Mengen (Provinz Bolu), im Nordwesten an zwei Kreise der Provinz Zonguldak (Devrek, Gökçebey) sowie im Norden an den zentralen Landkreis der Provinz Bartin. Er ist der zweitgrößte Kreis der Provinz, erreicht aber mit seiner Bevölkerungsdichte nicht einmal die Hälfte des Provinzwertes (von 58,8 Einw. je km²).
Durch das Gesetz Nr. 3992 wurde 1987 der Landkreis gebildet. Hierbei wurden 18 Gemeinden aus dem Bucak Yenice des hauptstädtischen zentralen Landkreises der damaligen Provinzhauptstadt Zonguldak abgetrennt und als Kreis Yenice zusammengeführt. Die letzte Volkszählung vor der Gebietsänderung (1985) brachte für den Bucak eine Bevölkerungszahl von 29.443 (davon 8.477 Einw. im Verwaltungssitz, der Belediye Yenice). Die nachfolgende Volkszählung (1990) sah für den neuen Kreis 20.705 Einwohner in den 18 Dörfern und 9.840 in der Kreisstadt (Summe: 30.545 Einw.). 1995 gelangte der Kreis in die neugegründete Provinz Karabük.
Ende 2020 besteht der Kreis neben der Kreisstadt (46 % der Kreisbevölkerung) aus der Belediye (Belde) Yortan (früher Yortanpazarı, 1.799 Einw.) und 34 Dörfern (Köy, Mehrzahl Köyler) mit durchschnittlich 265 Bewohnern. 14 Dörfer haben mehr Einwohner als dieser Durchschnitt, 16 weniger als 200 Einwohner. Değirmenyanı ist mit 686 Einwohnern das größte Dorf.

## Bevölkerung

### Ergebnisse der Bevölkerungsfortschreibung
Die rechte Tabelle zeigt den vergleichenden Bevölkerungsstand am Jahresende für die Provinz Karabük, den Landkreis und die Stadt Yenice sowie deren jeweiligen Anteil an der übergeordneten Verwaltungsebene. Die Zahlen basieren auf dem 2007 eingeführten adressbasierten Einwohnerregister (ADNKS). Die letzten beiden Wertzeilen entstammen Volkszählungsergebnissen.

| Jahr | Provinz | Landkreis | Landkreis | Stadt | Stadt  |
| Jahr | abs.    | %         | abs.      | %     | abs.   |
| ---- | ------- | --------- | --------- | ----- | ------ |
| 2020 | 243.614 | 08,26     | 20.116    | 46,26 | 09.306 |
| 2019 | 248.458 | 08,17     | 20.310    | 45,68 | 09.277 |
| 2018 | 248.014 | 08,72     | 21.625    | 44,16 | 09.550 |
| 2017 | 244.453 | 08,20     | 20.057    | 45,72 | 09.170 |
| 2016 | 242.347 | 08,33     | 20.186    | 46,22 | 09.330 |
| 2015 | 236.978 | 08,62     | 20.421    | 46,01 | 09.396 |
| 2014 | 231.333 | 08,97     | 20.750    | 45,06 | 09.350 |
| 2013 | 230.251 | 09,41     | 21.671    | 44,11 | 09.558 |
| 2012 | 225.145 | 09,57     | 21.539    | 43,21 | 09.307 |
| 2011 | 219.728 | 10,08     | 22.156    | 42,19 | 09.348 |
| 2010 | 227.610 | 09,94     | 22.632    | 42,36 | 09.586 |
| 2009 | 218.564 | 10,53     | 23.009    | 42,47 | 09.772 |
| 2008 | 216.248 | 10,98     | 23.744    | 41,63 | 09.884 |
| 2007 | 218.463 | 10,68     | 23.342    | 42,40 | 09.897 |
| 2000 | 225.102 | 11,97     | 26.951    | 41,66 | 11.228 |
| 1997 | 227.478 | 12,57     | 28.596    | 35,43 | 10.131 |

## Persönlichkeiten
- Emel Dereli (* 1996), Kugelstoßerin